# (709) Fringilla
(709) Fringilla ist ein Asteroid des Hauptgürtels, der am 3. Februar 1911 vom deutschen Astronomen Joseph Helffrich in Heidelberg entdeckt wurde.
Durch Messungen von Sternbedeckungen konnte seine Größe auf 96,6 km bestimmt werden. Eine gut dokumentierte Sternbedeckung durch Fringilla fand am 22. März 2006 etwa um 18:10 UT statt. Der Asteroid bedeckte dabei den Stern TYC 4912-00045-1 (ein Stern 11. Größenklasse im Sternbild Sextant) für maximal 7,1 Sekunden. Die scheinbare Helligkeit wurde dabei um etwa 2,5 Größenklassen geringer. Diese Bedeckung konnte vom Festland aus nur im südlichen Afrika beobachtet werden.
Der Asteroid ist nach den Finken (Fringillidae) benannt.